# Cachoeira do Sul
Cachoeira do Sul egy község (município) Brazíliában, Rio Grande do Sul államban, a Rio Jacuí völgyében. Közigazgatási területe 3736 km², 2020-ban becsült lakosságszáma 81 869 fő volt.

## Elnevezése
A „cachoeira” jelentése vízesés. A város a Rio Jacuín található Fandango-vízesés után kapta nevét. A Cachoeira do Sul név csak 1944-ben lett hivatalos, korábbi elnevezései São Nicolau, Vila Nova de São João da Cachoeira és Cachoeira.

## Története
A környék korai történetét a portugál–spanyol területviták jellemzik. 1637-ben António Raposo Tavares csapatai derítették fel a környéket, kiterjesztve a gyarmat határait és elüldözve az indiánokat. 1724-ben farmerek érkeztek, majd nem sokkal később São Paulo-i portugál katonák is, a portugálok és spanyolok közötti ismételten fellángoló harcok miatt. A kialakuló településnek és katonáinak nagy szerepe volt a harcokban, majd a Farroupilha-felkelésben is.
A 18. század második felében megtérített indiánokat és néger rabszolgákat telepítettek a környékre, és egyházközség is alakult Freguesia de São Nicolau da Cachoeira de San José néven. A későbbi Cachoeira do Sul 1777-ben alakult meg Rio Pardo község kerületeként, és 1820-ban függetlenedett Vila Nova São João da Cachoeira néven önálló községként. 1858-ban a kormány egy mezőgazdasági kolóniát hozott létre, ahova 119 németet telepítettek. 1861-ben a településnek már közel ezer lakosa volt.

## Leírása
68 m tengerszint feletti magasságban fekszik, az állam központi részén (Porto Alegrétől 196 km-re nyugatra), a Rio Jacuí bal partján. Székhelye Cachoeira do Sul város, további kerületei Barro Vermelho, Capané, Cordillera, Bosque, Ferreira, Três Vendas. A folyóvölgyben fekvő városnak fejlett mezőgazdasága van; Amerika legnagyobb pekándió-termelője, de jelentős rizstermesztése és állattenyésztése is.
Látványosságai közé tartozik a Balthazar de Bem-park, ahol az 1799-ben épült Szűz Mária Szeplőtelen Fogantatása-katedrális (Catedral Nossa Senhora da Conceição), az 1925-ben épült víztorony és több szobor látható. Minden évben megrendezik a Fenarroz rizsfesztivált, a karnevált, és megemlékeznek a Farroupilha-felkelésről.